# Йосиф (Шумлянський)
Йо́сиф (Іва́н) Шумля́нський гербу Корчак (1643/1644 р. — 27 липня (або червня чи серпня) 1708 р., Львів) — український церковний діяч, православний, а згодом унійний єпископ Львівський. Представник роду Шумлянських, брат луцького унійного єпископа Атанасія Шумлянського (1688–1695 рр.). Підписувався як Йо́сиф з Витвиці Шумля́нський.

## Життєпис

### Ранні роки
Походив із благочестивої руської православної родини. Батько — Евстахій Шумлянський — державець села Гошів, записав для Гошівського монастиря 3000 злотих. Його бабця — з роду Рожнятовських гербу Сас (ім'я невідоме).
Іван замолоду перебував на військовій службі, у складі річпосполитського війська брав участь у боях під Чудновом у вересні 1660 р. як ротмістр панцирної хоругви. В той час заприязнився з коронним хорунжим Яном Собєським. За деякими звістками, був одружений з шляхтянкою-католичкою Геленою Яблонською. Під час військової служби Шумлянський часто змушений був відвідувати католицькі польові відправи, через що мав певну симпатію до католицтва: «Ніколи у наших духовних не сповідався, лише у ксьондзів», — визнавав пізніше київський православний митрополит Гедеон (Святополк-Четвертинський). Слід зазначити що подібні випадки були досить поширені під час війн, коли за відсутністю священика потрібної конфесії, люди сповідались і причащались в того, що був.

### Львівський православний владика
1666 року помер львівсько-галицький православний єпископ Атанасій Желиборський. Опіку над єпархією перейняв колишній перемишльський єпископ Антоній Винницький, що на той час титулувався митрополитом Київським, оскільки митрополита Йосифа Тукальського поляки ув'язнили в Мальборку. Однак Антоній Винницький не користувався авторитетом у єпархії і, можливо, це спричинилося до того, що Євстахія Свистельницького (до речі, теж простого шляхтича, цілком світську людину), якого він підтримував, не обрали. Таким чином, львівським єпископом у вересні 1667 р. став шляхтич Іван Шумлянський (у чернецтві — Йосиф).
Антоній Винницький з львівським братством не визнав результати виборів і відмовився висвячувати Шумлянського — через що той звернувся за презентою до львівського латинського архієпископа Яна Тарновського. Потім він прийняв постриг у Крехівському монастирі, священичий сан отримав у луцького єпископа, а за висвяченням на єпископа поїхав у Молдовське князівство.
У час відсутності Шумлянського Винницький захопив Свято-Юріївську катедру у Львові та ініціював обрання Євстахія (в чернецтві — Єремії) Свистельницького 21 січня 1668 р. За той час Шумлянський у Яссах запросив двох відлучених константинопольським патріархом грецьких єрархів, які висвятили його 10 лютого 1668 р. у с. Височки (потім Борщівського повіту, тепер с. Висічка, Борщівський район).
Повернувшись до Львова, Йосиф Шумлянський кілька разів нападав на катедральний собор Юра, поки не захопив його. Вояки Й. Шумлянського напали на єпископський замок при соборі, побили слуг митрополита; він забрав єпископські митри, ризи, одяг, килими, зброю, столове начиння, бочки вина, коней для карети тощо. Справа дійшла до суду, який визнав Й. Шумлянського владикою.
Антоній Винницький 10 травня, у день Вознесіння Господнього, у Львівській Свято-Успенській церкві висвятив Свистельницького і проголосив відлучення Шумлянського. Однак його визнав Київський митрополит Йосиф Тукальський, який конфліктував з Винницьким, закидаючи йому, що той не отримав патріаршого благословення. Александрійський патріарх Паїсій так само визнав Шумлянського львівським єпископом. Після перемоги у Львові Шумлянський вирушив до Крилоса, другої єпископської резиденції, де зазнав поразки від людей Свистельницького і ледь не був вбитий.
Протистояння продовжувалося тривалий час. 1670 року Єрусалимський патріарх Доситей проголосив Шумлянського фальшивим архієреєм і благословив Свистельницького. Король, знову-таки, видав кілька грамот, якими влада у єпархії передавалася то одному, то іншому претенденту. Лише у 1674 році, після обрання Яна Собеського королем Речі Посполитої, Свистельницький відмовився від претензій на катедру.

### Таємний перехід в Унію
За деякими звістками таємно прийняв унію ще в молодості. Ставши єпископом, Шумлянський змушений був лавірувати між королем (який симпатизував унії) та московським царем і антиунійною партією у власній єпархії. На чолі останньої стояло Львівське братство, яке отримало від константинопольського патріарха ставропігію, а також продавало значну частину книг зі своєї друкарні до Москви. У 1677 р. Йосиф Шумлянський у розмові з папським нунцієм висловив готовність прийняти унію. За це домагався маєтків Київської митрополії, Львівської єпархії, Києво-Печерської Лаври. На початку 1681 р. у Варшаві у присутності папського нунція Шумлянський, а також перемиський єпископ Інокентій Винницький, архімандрит Унівського монастиря Варлаам Шептицький та ігумен Лиснянського монастиря Сильвестр Тваровський прийняли унію. Тоді ж Шумлянський запропонував уряду проект запровадження унії. У 1684 році видав розпорядження духовенству переходити з української (руської) мови на польську.
На думку деяких дослідників, одним із факторів прихильності Шумлянського до унії стала політика Москви — підкорення Київської митрополії Московському патріархові, обмеження останнім друкарства й викладання в школах, масове переведення вчених з України до Москви тощо. 16 грудня 1694 р. скликано перший за владицтва Шумлянського унійний з'їзд у Львові, на якому зібралося 50 представників різних монастирів, братств і шляхти, а також численне парафіяльне духовенство. На цьому форумі був присутній владика Інокентій Винницький. На соборі виголосив промову, в якій, зокрема, наголошував що «до московського патріарха прилучатися не буду, бо до нього наша Русь ніколи не належала» і «Москва порушила наші права».

### Дипломатичні місії
У 1670 р. Йосиф Шумлянський був запрошений королем Михайлом Вишневецьким до участі в комісії між Короною Польською і правобережним гетьманом Петром Дорошенком, яка відбувалася в Острозі. Вона мала за мету підготувати мирну угоду між Україною і Польщею з огляду на укладення Дорошенком угоди з Османською імперією. Йосиф Шумлянський був посередником між королем Міхалом Вишневецьким і гетьманом Петром Дорошенком і перебував у Чигирині. За той час Шумлянський налагодив певні стосунки з Дорошенком: відомо, що після того, як посланець Дорошенка Роман Ракушка-Романовський провів у 1670 році таємні переговори з каймакамом Кара-Мустафою, останній вплинув на константинопольського патріарха Методія у справі благословення Йосифа Шумлянського на Львівську єпархію.
У 1671 році, об'їжджаючи єпархію, Шумлянського у Могилеві-Подільському під час Богоявленського ярмарку було заарештовано за наказом Петра Дорошенка і доправлено до Чигирина, але невдовзі після втручання батька звільнений.
Надалі Шумлянський за дорученням великого коронного гетьмана Яна Собеського підтримував постійні дипломатичні зв'язки з Петром Дорошенком. У вересні 1672 р. під Львовом він домовився з представниками Дорошенка про виплату львівськими міщанами контрибуції розміром 80 000 талерів. 13 квітня 1673 р. сейм Речі Посполитої призначив Йосифа Шумлянського керівником посольства до Чигирина. Наприкінці червня 1673 року король Міхал Корибут Вишневецький знову вислав його на переговори з П. Дорошенком. 8 липня Шумлянський був присутній на козацькій раді, де пропонував повернутися під владу Корони Польської на умовах Підгаєцької угоди 1667 року.
Вів переговори з козаками щодо участі останніх у походах Собеського проти турків. Підтримував зв'язки з гетьманами Петром Дорошенком та Іваном Мазепою.
Мав судовий процес з брацлавським воєводою Яном Александром Конецпольським, налаштовував проти нього селян 1708 р.
Володів будинком на вул. Руській, 20 у Львові, який перед тим належав, зокрема, купцю-греку Киріяку Ізаровичу.

### Участь у війнах
У 1683 р. єпископ Йосиф Шумлянський взяв участь у Віденській битві (як ротмістр). Він очолив хоругву панцерної кінноти з 88 осіб, яких привів зі Львова 1 серпня під Відень. Під час битви його самого було поранено в ліву ногу. Йосиф Шумлянський став автором «Думи» про битву під Віднем: 
Та в неділю барзо рано 
Всіми труби заіграно, 
Тяжко з гармат огня дано, 
Од короля заволало: 
«Нуте, ляхи, всі за мною,
Скочте щире з охотою! 
Будуть турки утікати, 
А ми будем їх рубати»".
11 жовтня 1695 р. під час татарського нападу на Львів очолив оборону міста, дав наказ вести по ворогу вогонь із гармат, а потім зробив вилазку, рятуючи своїх парафіян. У 1706 році взяв участь у битві під Калішем, за що король Август II Сильний звільнив українське духовенство під низки податків.

### Офіційний перехід на Унію
У 1700 році перевів Львівську православну єпархію на унію. Парафіяльне духовенство, Унівська Лавра та залежні від єпархії монастирі охоче прийняли унію, Крехівський та Почаївський монастир, які отримували велику милостиню з Москви, залишались православними (причому продовжували брати активну участь у єпархіальному житті). Манявський Скит, залежний від земельних володінь на православній Буковині, залишався православним аж до закриття під час Йосифінських реформ кін. XVIII ст. Сильний опір чинило львівське братство, яке частково залежало від російського ринку збуту книжкової продукції. Одного разу Шумлянського та численних знатних гостей не пустили до Львівської братської церкви. У відповідь на це єпископ попросив допомоги коронного гетьмана Станіслава Яна Яблоновського, який наказав солдатам виважити двері. Пізніше Шумлянський вислуховував лайку міщан та духівників. Врешті-решт, у 1708 р. Шумлянський таки домовився з братчиками про перехід в унію, гарантувавши їм ставропігію.
Помер 27 липня 1708 року (крім цієї дати, отець Дмитро Блажейовський подає також інші дати його смерті: 27 червня 1708 або 27 серпня 1708) у Львові. Був похований при кафедральному соборі Святого Юра.

### Релігійна діяльність
Заснував монастирі в Бесідах та Жовкві, відновив монастирі у Крилосі, у Львові при соборі св. Юра.
Здійснював регулярні візитації парафій, зокрема сільських. І. Франко зазначав, що Шумлянський був одним із перших, хто звернув увагу на потреби простого духовенства.
Відкрив друкарню при соборі св. Юра, де видав перший у Галичині нотний пісенник, псалтир із тематичними вказівками для пошуку тем для проповіді (зараз такі називають «Симфонія») та підручники для священиків.
Проголосив чудотворними чотири ікони — Теребовлянську (зараз перебуває у Львові, в соборі св. Юра), Верхратську (зараз у Крехівському монастирі), Крилоську (знаходиться в с. Крилос) та Підгорецьку (перебуває в однойменному монастирі оо. Василіян у с. Підгірці). Підтримував іконописну школу в Жовкві, яка працювала при заснованому ним монастирі.

### Оцінка діяльності
Перехід Шумлянського на унію гарантував йому негативну оцінку серед російських та москвофільських дослідників. Так, на думку Івана Созанського, загалом його діяльність «не викликає крихти симпатії».
Сучасні дослідники здебільшого позитивно ставляться Шумлянського та його реформ. Так, шведський історик польсько-українського походження Петро Вавженюк наголошував на «цивілізаційній» місії Шумлянського. Чухліб відзначав важливість його політичної діяльності для покращення становища Церкви.
Історик та публіцист Віктор Заславський видав про Шумлянського низьку статей, радіопередач та книгу «Лицар Святоюрської гори», в якій доводить вирішальне значення єпископа для історії Західної України.
У 2005 році історик і музикант групи Therion Пйотр Вавженюк написав працю про єпископа «Конфесійне цивілізовування в Україні: єпископ Йосиф Шумлянський та запровадження реформ у Львівській єпархії 1668—1708 років»(Confessional civilising in Ukraine : the bishop Iosyf Shumliansky and the introduction of reforms in the diocese of Lviv 1668—1708, Södertörns högskola, 2005, ISBN 9789189315563).
У 2014 році у Львові у видавництві «Тріада плюс» вийшла праця о. д-ра Василя Говгери "Організаційна структура Львівської єпархії XVIII ст. (1700—1772), в першому розділі якої є підрозділ «Єпископ Йосиф Шумлянський і його особистий вклад у справу церковного з'єднання Львівської єпархії з Римом».

### Літературний спадок
Шумлянський є автором «Думи з 1683 року», де описує Віденський похід Собеського, в якому брав особисту участь. Склав також цікаві підручники для сільських священиків під назвою «Зерцало» та «Метрика», в яких дає пояснення Символу віри, десяти заповідей та молитви «Отче наш», вчить правильно звершувати обряди, вести метричні книги, одягатися, проповідувати. Особливо цікавим є введення «половинних» свят — щоб селяни і міщани не зазнавали збитків через велику кількість свят. Ці підручники написані староукраїнською мовою. Цікавим є також заповіт Шумлянського, в якому, крім наказів, що кому заповідати, містяться також роздуми і молитви.

## Вшанування пам'яті
14 вересня 2013 на нижній стіні Святоюрського церковного комплексу у Львові урочисто відкрили пам'ятну таблицю, присвячену 330-річчю Віденської битви та участі в ній Йосифа Шумлянського.